# Genfer Abrüstungskonferenz

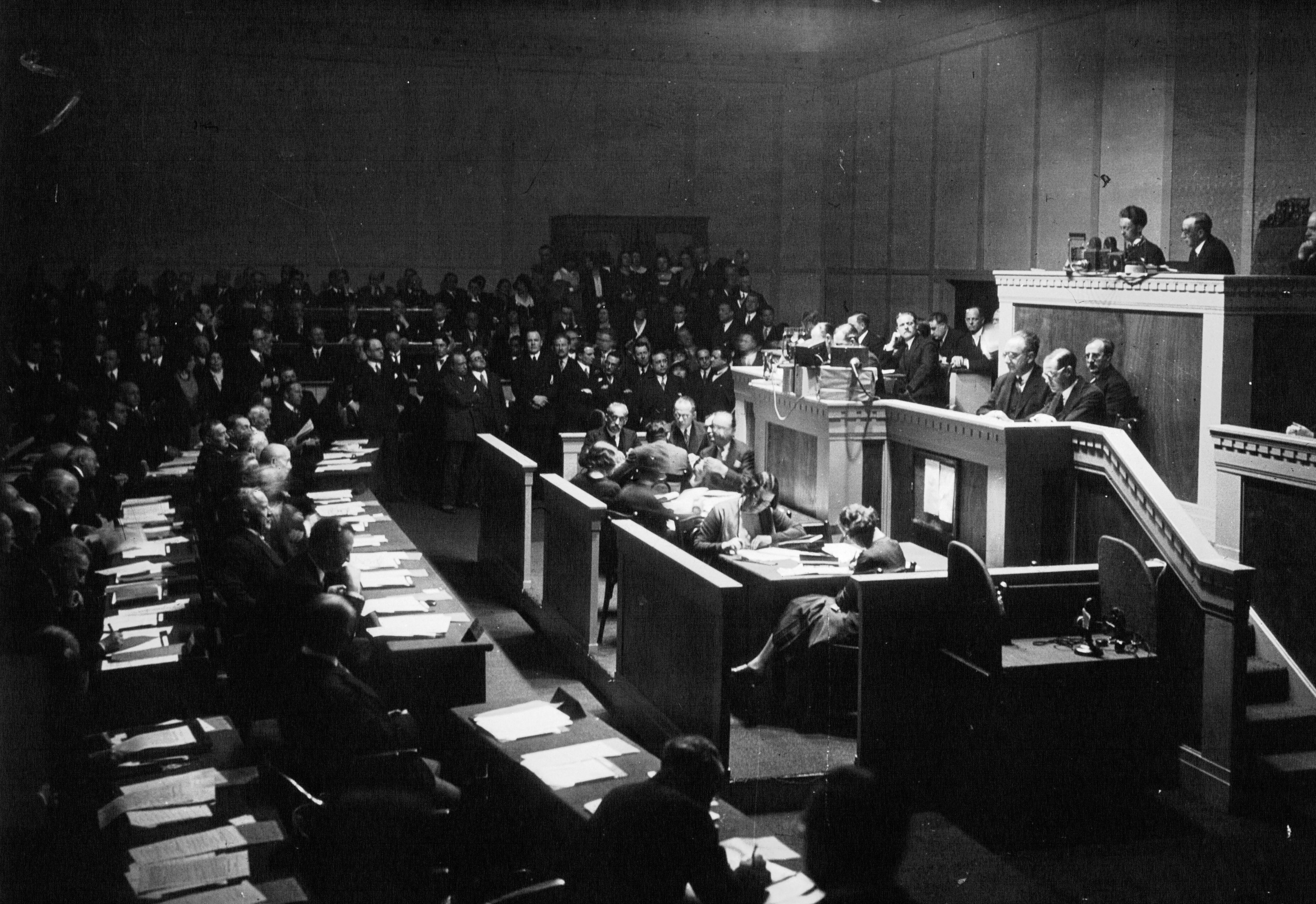
Der britische Diplomat Arthur Henderson spricht auf der Genfer Abrüstungskonferenz, Februar 1932

Die Genfer Abrüstungskonferenz war eine internationale Konferenz, die vom 2. Februar 1932 bis zum 11. Juni 1934 mit Unterbrechungen in Genf tagte. Das Bestreben der Konferenz, die im Anschluss an die seit 1925 im Jahresturnus tagende Vorbereitende Abrüstungskommission einberufen wurde, bestand darin, das Rüstungsniveau ihrer Teilnehmer „in dem höchsten, mit der jeweiligen nationalen Sicherheit vereinbaren Maße“, zurückzufahren.

## Vorgeschichte
Die Genfer Abrüstungskonferenz wurde, nachdem sie mehrfach vertagt worden war, nach einer internationalen Absprache zum 2. Februar 1932 einberufen.
Von den gescheiterten früheren Versuchen, eine Konferenz zu organisieren, ist besonders der Versuch des Völkerbundes von Ende 1925 zu nennen, mit Hilfe seiner Abrüstungskommission das Wettrüsten zu beenden. Dieser Versuch scheiterte jedoch an den gegenläufigen Interessen der Vereinigten Staaten, Großbritanniens und Frankreichs.
Nach den Verträgen von Locarno und dem Völkerbundbeitritt Deutschlands nahm 1926 die „Vorbereitende Abrüstungskonferenz des Völkerbundes“ in Genf ihre Arbeit auf, die die anfangs weit auseinanderliegenden Vorstellungen einander annähern sollte. Diese setzte ihre Arbeit bis zum Beginn der Hauptkonferenz 1932 fort.

## Organisation
An der Konferenz nahmen knapp 4000 Personen aus 64 Ländern, darunter auch fünf Nichtmitgliedsstaaten des Völkerbundes (Ägypten, Saudi-Arabien, Brasilien, Costa Rica, USA), teil.
Die wichtigsten Organe der Konferenz waren der Hauptausschuss und das Präsidium. Der Hauptausschuss bestand dabei aus je einem Vertreter jeder Delegation, ferner aus dem Präsidenten, dem Vizepräsidenten und einem Berichterstatter.
Das Präsidium setzte sich zusammen aus dem Präsidenten der Konferenz (dem Briten Arthur Henderson), dem Ehrenpräsidenten Giuseppe Motta, der 1932 Bundespräsident der Schweiz war, und aus den 14 Vizepräsidenten der Konferenz, nämlich den Delegierten von Argentinien, Belgien, dem Deutschen Reich, Frankreich, Großbritannien, Italien, Japan, Österreich, Polen, Schweden, der Tschechoslowakei, der UdSSR und den Vereinigten Staaten. Ferner gehörten dem Präsidium an: der Vizepräsident des Ausschusses und die Präsidenten der vier Ausschüsse für Rüstungen zu Lande, zur See, in der Luft und für Wehrausgaben.
Hauptsitzungssaal war der große Saal des Bâtiment Electoral. Während die Delegierten im Parterrebereich saßen, konnten Zuschauer und Journalisten das Geschehen von der Tribüne aus beobachten. Innerhalb des Hauptsitzungssaales waren die Delegationen nach dem Alphabet geordnet.

## Verlauf
Die Konferenz scheiterte letztlich ebenso wie die Anstrengungen in den 1920er Jahren.
Das Deutsche Reich als Verlierer des Ersten Weltkrieges wurde noch immer nicht gleichbehandelt und hatte schon seit 1919 gemäß den Bestimmungen des Versailler Vertrages abgerüstet.
Erst nach Deutschlands Drohung, die Konferenz zu verlassen, willigten die Großmächte in die grundsätzliche Anerkennung der militärischen Gleichberechtigung des Deutschen Reiches ein. Anfang 1933 schlug Großbritannien für Deutschland ein 200.000-Mann-Heer bei Abrüstung der Nachbarn vor. Als Frankreich dies ablehnte und eine weitere vierjährige Frist für die Existenz des 100.000-Mann-Heeres verlangte, verließ das Deutsche Reich die Konferenz am 14. Oktober 1933, worauf insbesondere Hitlers konservativer Bündnispartner gedrängt hatte. Gleichzeitig kündigte Deutschland am 19. Oktober 1933 seine Mitgliedschaft im Völkerbund auf.
Der Reichsverband der Deutschen Eisenindustrie erklärte in einer Denkschrift zu den Verhandlungen an den Chef des Heereswaffenamtes Alfred von Vollard-Bockelberg vom 16. Januar 1933, dass die „deutsche Privatwirtschaft“ „jede Kontrolle von Kriegswaffenherstellung und Kriegswaffenhandel grundsätzlich ablehnen“ müsse.
Nach dem Tod des Vorsitzenden Arthur Henderson am 20. Oktober 1935 wurde die Konferenz nicht fortgesetzt. Angesichts der Aufrüstung der Wehrmacht, mit der das nationalsozialistische Deutschland am 16. März 1935 offiziell begonnen hatte, erschien eine Abrüstung der anderen Mächte nicht mehr sinnvoll.

### Chronologie der Konferenz
Die erste Sitzungsperiode der Konferenz, in der die Teilnehmer mit der Behandlung verschiedener Abrüstungsvorschläge, vor allem mit einem Vorschlag des US-Präsidenten Herbert Hoover, befasst waren, befürwortete am 23. Juli 1932 eine wesentliche Herabsetzung der Rüstung, sowie ein Verbot bestimmter kriegerischer Maßnahmen: Bombenabwurf aus der Luft, chemischer, Brand- und bakteriologischer Krieg. Des Weiteren wurden Verteidigungs- und Angriffswaffen begrifflich gegeneinander abgegrenzt; bestimmte Angriffswaffen sollten abgeschafft werden (großkalibrige Geschütze, Panzerwagen von größerem als einem festzusetzenden Gewicht usw.). Die Ausführung des geplanten zukünftigen Abrüstungsabkommens sollte durch eine ständige Abrüstungskommission überwacht werden.
Am 14. September 1932 gab die deutsche Delegation bekannt, dass sie erst nach Anerkennung des Grundsatzes der Gleichberechtigung aller Nationen wieder an den Arbeiten der Konferenz teilnehmen könnte. Am 11. Dezember anerkannten die Vertreter Großbritanniens, der USA, Frankreichs, Italiens und Deutschlands den Grundsatz der Gleichberechtigung im Rahmen eines Systems, das allen Nationen ihre Sicherheit gewährleisten sollte. Daraufhin kehrte das Reich am 14. Dezember wieder in die Konferenz zurück. Diese begann nun einen von Frankreich vorgelegten Plan und sowjetische Vorschläge über die Sicherheit sowie verschiedene Gesichtspunkte des Abrüstungsproblems zu prüfen.
Am 16. März 1933 legte die britische Delegation einen Abkommensentwurf (MacDonald-Plan, benannt nach dem britischen Premier Ramsay MacDonald) vor, der den Beschlüssen und vorgegangenen Erörterungen der Konferenz Rechnung trug und am 27. März als Verhandlungsgrundlage angenommen wurde.
Am 8. Juni wurde dieser Entwurf nach Prüfung in erster Lesung angenommen. Die angestrebte Einigung kam jedoch nicht zu Stande. Das Deutsche Reich zog sich am 14. Oktober erneut von der Konferenz zurück, da es nicht gewillt war, auf den inzwischen eingebrachten Plan einzugehen, dem zufolge es eine mehrjährige „Bewährungsperiode“ durchlaufen müsste, bis die anderen Mächte rüstungsmäßig mit ihm gleichziehen würden. Dieser Plan war als Reaktion auf die Ereignisse in Deutschland nach der Machtergreifung der Nationalsozialisten und aus Sorge über die schrillen Töne der deutschen Presse und staatsoffiziellen außenpolitischen Verlautbarungen eingebracht worden. Der Meinungsaustausch zwischen den Regierungen wurde indessen noch bis zum Mai 1934 fortgesetzt.
Am 6. Juni 1934 beauftragte der Hauptausschuss der Konferenz in einer Entschließung des Präsidiums, eine Lösung der noch schwebenden Fragen zu suchen und die Aufstellung eines vollständigen Abkommensentwurfes in die Wege zu leiten. Ferner wurden in derselben Entschließung Studienausschüsse für gewisse wichtige Fragen eingesetzt. Drei dieser Ausschüsse, die sofort zusammentraten (Sicherheit, Gewährleistung für Ausführung und Überwachung, Waffenherstellung und -handel), einigten sich über gewisse Grundfragen.
Am 20. November des Jahres billigte das Präsidium einen Vorschlag, der „unter Beachtung der bis dahin bezüglich des Endzweckes der Konferenz gefassten Beschlüsse“ eine Anzahl von Fragen auswählte, die als Gegenstand von Sonderabkommen in Betracht kamen. Diese letzteren sollten gegebenenfalls, jedes für sich, in Kraft treten können, ohne dass die Konferenz darum die Vollendung des Gesamtabkommens abzuwarten hätte.

## Teilnehmer

### Mitglieder der offiziellen Delegationen
- Deutsches Reich: Werner von Blomberg, Vizeadmiral Albrecht von Freyberg, Geheimrat Hans Frohwein, Heinrich Göppert, Geheimrat Hermann Katzenberger (Presse), Erich Kordt, Rudolf Nadolny (Leiter der deutschen Delegation), Werner von Rheinbaben (Stellvertretender Leiter der deutschen Delegation; Vertreter in der Marinekommission), General Curt Schönheinz, Legationsrat Schwendemann (Propaganda), Graf Welczek, Ernst von Weizsäcker. Dolmetscher waren Schmidt und Norden.[4]
- Frankreich: Charles Dumont (Marinekommission)
- Vereinigte Staaten: Norman Davis (Delegationsleiter), Hugh S. Gibson, Claude A. Swanson (Mitglied des Marineausschusses des Senats), Arthur Japy Hepburn, Richmond K. Turner
- Japan: Matsui Iwane
- Schweiz: Max Huber (Delegationsleiter),[5] Otto Bridler,[6] Ernest Perrier,[7] Henry Vallotton[8]

### Weitere Teilnehmer
Zu den weiteren Personen, die bei der Konferenz auftraten, gehörten: Heinrich Brüning (Deutsches Reich; 1932), Bernhard Wilhelm von Bülow (1932), Konstantin von Neurath (1932/1933), Joseph Goebbels (Deutsches Reich; 1933), Robert Cecil (Großbritannien), Henry L. Stimson (USA; 1933), Émile Vandervelde (Belgien 1932/1933), Alfred Jansa (Österreich; 1933)